# Seongnam
Seongnam (성남시?, SeongnamRR) es una ciudad surcoreana que forma parte de la provincia de Gyeonggi. Se encuentra dentro del área metropolitana de Seúl y está situada a veintiséis kilómetros al sur de la capital. Su población es de 990 000 habitantes, lo que la convierte en la segunda ciudad más poblada de la provincia por detrás de Suwon.
Oficialmente fundada el 1 de julio de 1973, se trata de una ciudad planificada a propuesta del gobierno surcoreano para descongestionar Seúl y asumir parte de su tejido industrial. En 1989 se construyó una gran zona verde en el distrito de Bundang y desde entonces se han impulsado medidas para que las empresas se asienten en el municipio.

## Historia
Seongnam está considerada la primera ciudad planificada en la historia de Corea del Sur, ya que fue construida en los años 1970 durante el gobierno de Park Chung-hee para descentralizar la población e industria de Seúl. La nueva ciudad se levantó sobre unos arrabales irregulares en el entorno de Gwangju-gun, en su mayoría habitados por inmigrantes del interior. En un primer momento el plan se había diseñado sin tener en cuenta a esas personas, lo que motivó protestas ciudadanas, pero el gobierno metropolitano de Seúl alcanzó un acuerdo para desmantelar los arrabales a cambio de compensaciones y realojamientos.
La ciudad de Seongnam fue fundada oficialmente el 1 de julio de 1973 y se desarrolló al sur de la capital. En 1989 comenzaron las obras de un planeamiento urbanístico en el distrito de Bundang con bloques de apartamentos, amplias zonas verdes y un gran parque empresarial dirigido al sector de las tecnologías de la información. De este modo la población pasó de 250 000 habitantes en 1975 a más de 900 000 personas en el año 2000. El gobierno surcoreano llevó a cabo un plan para que las empresas instalasen su sede en Seongnam, entre ellas KT Corporation.
En 2011 se inauguró el plan urbanístico de Pangyo, en torno al cual se creó un nuevo parque tecnológico que ha sido apodado «el Silicon Valley coreano».

## Geografía
Seongnam se encuentra al oeste de la península coreana, a veintiséis kilómetros del centro de Seúl, y está bañada por el cauce del canal Tancheon, un afluente del río Han. Limita al sur de la capital con los distritos de Seocho, Gangnam y Songpa; al oeste con los municipios de Anyang y Gwacheon; al sur con Suwon, y al este con Gwangju, viéndose rodeada por una cadena montañosa.
La ciudad ocupa una superficie total de 141.70 km² y tiene una altitud de 48 metros sobre el nivel del mar. A nivel administrativo se divide en tres distritos, de norte a sur: Sujeong, Jungwon y Bundang.

## Economía

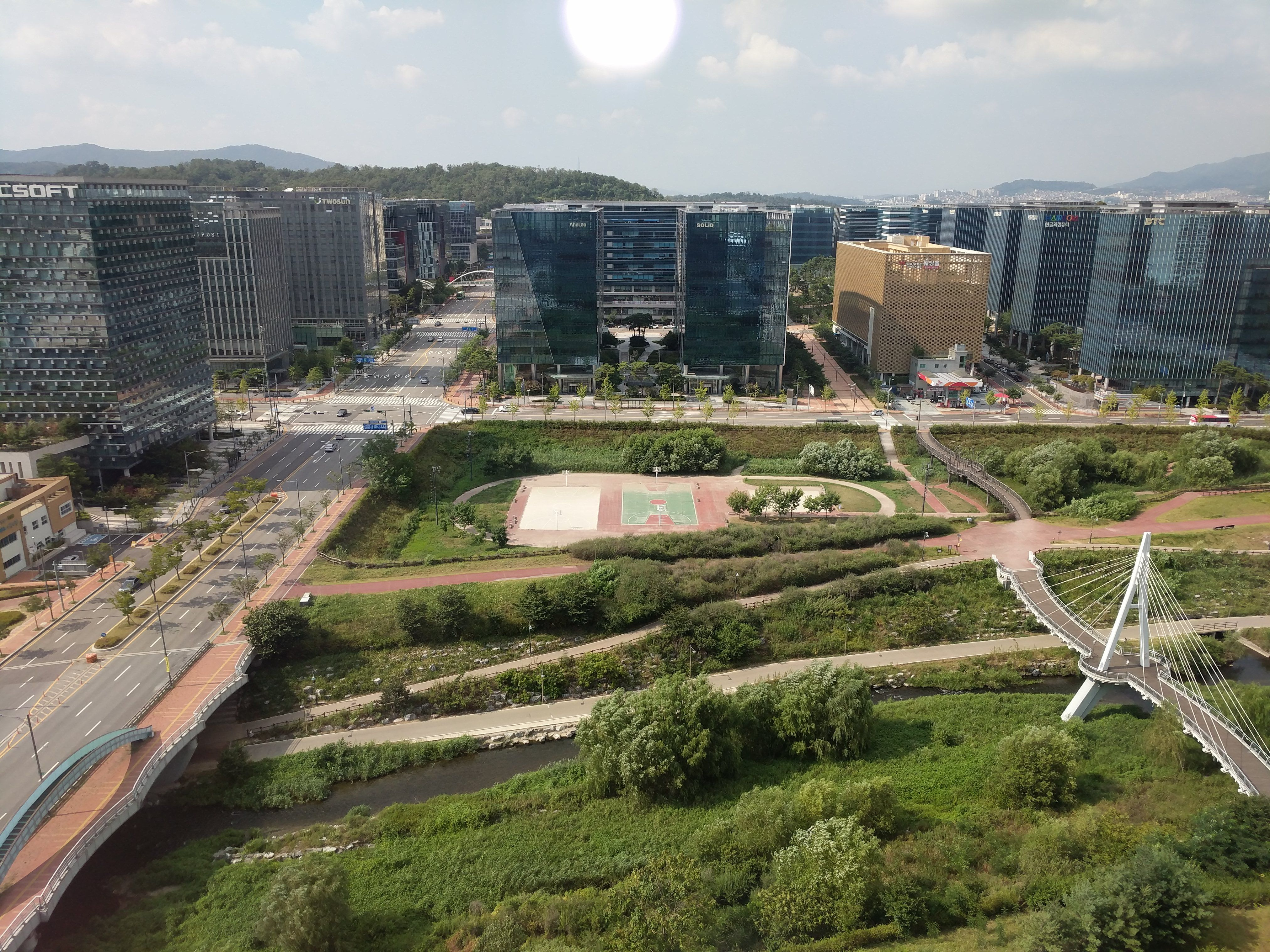
Detalle del parque tecnológico de Pangyo.

La ciudad fue construida a mediados del siglo XX para asumir parte del tejido industrial de Seúl, pero a partir de los años 1990 el gobierno metropolitano impulsó un plan para que las grandes corporaciones trasladasen su sede a Seongnam. Además de los incentivos fiscales, la zona se benefició de su proximidad a los distritos comerciales de Seocho y Gangnam. A comienzos de los años 2000 se inauguró la nueva sede de KT Corporation, el mayor operador de telefonía en Corea del Sur, a la que siguieron otras grandes compañías como Naver Corporation, Nexon y varias filiales de SK Group. La mayoría de las sedes empresariales están situadas en el distrito de Bundang.
El parque tecnológico de Pangyo (Pangyo Technovalley), apodado «el Silicon Valley coreano», es un hub tecnológico especializado en empresas emergentes de las tecnologías de la información y la comunicación. Está gestionado por el gobierno regional de Gyeonggi, cubre un área de 661.000 m², y cuenta con más de 1500 empresas instaladas que representan aproximadamente el 22% del PIB de la provincia.

## Cultura y turismo
Al noreste de Seongnam, muy cerca del límite con Seúl, se encuentra el parque provincial de Namhansanseong, un fuerte histórico del siglo XVII que ha sido reconocido Patrimonio de la Humanidad por la Unesco. La fortaleza fue construida durante el periodo Koryo como puesto defensivo para Gwangju, la capital provincial cercana, si bien la mayor parte del recinto que se ha conservado hoy data de la dinastía Joseon. La ciudad cuenta también con tres atractivos que han sido catalogados como tesoros nacionales de Corea del Sur: el sutra de Ksitigarbha y los Diez Reyes del Inframundo en el templo Yaksasa, una escultura dorada de madera de Amitābha y un mural del mismo buda, ambas en el templo Bongguksa.
Al ser una ciudad planificada, se han habilitado numerosas zonas verdes que aprovechan el cauce del canal Tancheon. Destacan especialmente el Parque Central de Seongnam, inaugurado en 1994 con una superficie total de 420 000 m² en pleno distrito de Bundang, y el Parque Yuldong, el más grande de la ciudad. El plan urbanístico de Pangyo incluye un museo municipal de historia, con una colección de restos arqueológicos del periodo de los Tres Reinos de Corea.
En 2005 se inauguró el Centro de las Artes de Seongnam, una instalación que alberga la casa de la ópera, un pabellón de conciertos, un teatro y dos galerías para exposiciones.

## Transporte
Al limitar con Seúl, Seongnam se beneficia del paso de tres autovías principales: la autovía Gyeongbu (desde Seúl hasta Busan), la segunda autovía Gyeongin (desde Seongnam hasta Incheon) y la autovía a Yongin. Además, está cubierta por una autopista de circunvalación que conecta todos los municipios del área metropolitana en un recorrido de 128 kilómetros. Por debajo se encuentran la carretera nacional nº3, que abarca desde Namhae hasta Chosan, y numerosas carreteras secundarias.
En transporte público, Seongnam está conectada al metro de Seúl, a través de la línea 8, y a tres líneas de tren de cercanías, Shinbundang (operada por Neo Trans), Suin-Bundang y Gyeonggang (operadas por Korail). Además cuenta con una red de autobuses municipales bajo gestión de empresas concesionarias.

## Deportes
El principal club deportivo de la ciudad es el Seongnam Football Club, que compite en la liga profesional de fútbol de Corea del Sur. El equipo fue fundado en 1989 como Seongnam Ilhwa Chunma y durante años estuvo controlado por una empresa vinculada a la Iglesia de la Unificación. En 2014, el gobierno municipal de Seongnam asumió la gestión del equipo y lo convirtió en un club de socios.

## Ciudades hermanadas
Seongnam está hermanada con las siguientes ciudades, ordenadas por año de colaboración:
- Piracicaba, Brasil (1986).[7]
- Aurora, Estados Unidos (1992).[8]
- Shenyang, República Popular China (1998)